# La Ville du diable
Pour plus de détails, voir Fiche technique et Distribution.
La Ville du diable (Born to the West) est un film américain réalisé par Charles Barton, sorti en 1937.

## Synopsis
Dare Rudd et Dinkey Hooley sont deux aventuriers en quête de fortune. Alors qu'ils se rendent dans le Montana, ils sont engagés par Tom Fillmore, le cousin de Dare, grand propriétaire terrien et éleveur de bétail. Dare tombe amoureux de Judy Worstall, la fiancée de Tom, ce qui va provoquer le conflit entre les deux hommes. Devenu contremaître pour son cousin, Dare renvoie Lynn Hardy, travaillant en secret pour Bart Hammond, le propriétaire du saloon de la ville et trafiquant de bétail en secret.

## Fiche technique
- Titre original : Born to the West ou Heritage of the Plains ou Hell Town
- Titre français : La Ville du diable ou Tricheurs ou La Zone des damnés[1]
- Réalisation : Charles Barton, assisté d'Hal Walker (non crédité)
- Scénario : Stuart Anthony et Robert Yost d'après le roman de Zane Grey
- Directeur de la photographie : Devereaux Jennings
- Montage : John F. Link Sr.
- Musique : Boris Morros
- Création des décors : Hans Dreier et Robert Odell
- Producteur : William T. Lackey
- Producteur exécutif : William LeBaron
- Compagnie de production : Paramount Pictures
- Compagnie de distribution : Paramount Pictures
- Pays d'origine : États-Unis
- Langue : Anglais
- Son : Mono
- Image : Noir et blanc
- Ratio écran : 1,37:1
- Format négatif : 35 mm
- Procédé cinématographique : Sphérique
- Genre : western
- Durée : 59 minutes
- Date de sortie :
  - États-Unis : 1937
  - France : 20 octobre 1954[1]

## Distribution
- John Wayne : Dare Rudd
- Marsha Hunt : Judy Worstall
- Johnny Mack Brown : Tom Fillmore
- John Patterson : Lynn Hardy
- Monte Blue : Bart Hammond
- Lucien Littlefield : John
- Syd Saylor : Dinkey Dooley (non crédité)
- Jim Thorpe : pilier de bar (non crédité)

## DVD
Le film a fait l'objet d'une sortie sur le support DVD en France. Il est présent en bonus dans le DVD Les Justiciers du Far-West paru le 15 juin 2010 édité par Bach Films dans la collection Serial. Le ratio écran est en 1.37:1 4:3 en version originale sous-titrée .